# پوتینیسم

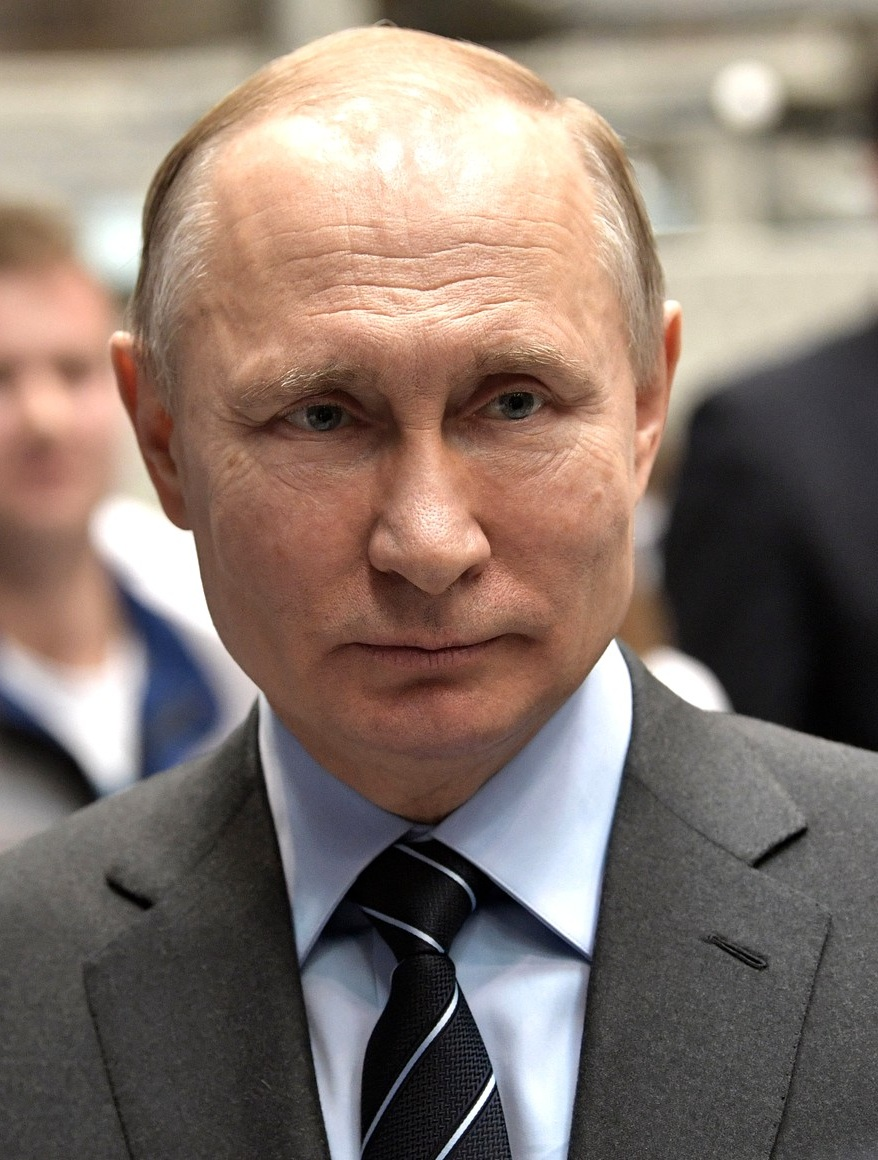
ولادیمیر پوتین که از سال ۱۹۹۸ در روسیه با عناوین مختلف در قدرت بوده‌است

پوتینیسم نظام سیاسی و ایدئولوژی است که در دوران حکومت ولادیمیر پوتین بر روسیه شکل گرفت. پوتینیسم با قدرت یافتن افراد نظامی و متعلق به سازمان‌های اطلاعاتی شناخته می‌شود که در روسیه سرویس امنیت فدرال و نیروهای مسلح فدراسیون روسیه هستند. پوتینیسم با وجود ریشه در روسیه به نقاط مختلف جهان مثل ایران، ترکیه، ایتالیا، آلمان، بریتانیا گسترش پیدا کرده‌است. دلیلی که باعث شده روش‌های حکم رانی پوتین برای سایرین اغواکننده باشد و او را مورد تقلید خویش قرار بدهند، چگونگی وارد شدنش به امور حساس مختلف از دریچه قدرت و برخورد آمرانه و مقتدرانه او با مسائل مختلف است.
پوتینیسم با وطن‌پرستی کورکورانه، غرب‌ستیزی و شعارهایی دربارهٔ بزرگی بی‌نظیر روسیه و دفاع از اصالت و هویت روسیه، با مردم روستایی و شهری‌های خرده‌پا ائتلافی سیاسی ایجاد کرده‌است. گروه‌های رانت‌خوار هم جزو پشتیبانان سیاسی پوتینیسم هستند. پوتینیسم برای خنثی‌کردن تهدید سیاسی روشنفکران و طبقه تحصیل‌کرده، آن‌ها را غرب‌زده جلوه می‌دهد.
نظریه پردازان پوتینیسم معتقدند که موجویت کشور روسیه به داشتن یک ایدئولوژی یا هدف والا بستگی دارد. مهم نیست که هدف یا ایدئولوژی چه باشد، پادشاهی ارتدوکس یا کمونیسم از نظر آن‌ها فرقی ندارد. آنچه مهم است، داشتن یک ایدئولوژی است. از این رو، پوتینیست‌ها معتقدند در مرحله اول نظام سیاسی روسیه باید بر نظام ایدئوکراسی استوار باشد. در حال حاضر نظام سیاسی پوتینیسم در رشته مطالعات روسیه به رسمیت شناخته شده و مطالعه و بررسی می‌شود.

## پس زمینه
انتقال قدرت از یلتسین به پوتین، نشانه ای از دشواری فرایند گذار بر دموکراسی در روسیه بود. یلتسین، فردی را به عنوان جانشین خود برگزید که از دستگاه امنیتی روسیه برخاسته بود و دارای اشتهار و نفوذ شخصی نبود. او با حمایت یلتسین هویت پیدا کرد و الیگارشی‌ها نیز در روی کار آمدن او نقش مؤثری ایفا کردند. پوتین قدرت را در کنترل خود درآورد، برخورد گزینشی با الیگارشی‌ها و صاحبان قدرت سیاسی ـ اقتصادی در روسیه که زمینه را برای قدرت یافتن او فراهم کرده بودند، آغاز کرد. او تحت عناوین مختلف در بیش از دو دهه قدرت خود را حفظ کرد.
به عقیده میخائیل کاسیانف، نخست‌وزیر سابق روسیه، پوتینیسم از سال ۲۰۰۴ یعنی زمانی که پوتین برای بار دوم به ریاست جمهوری روسیه رسید، پالایش شد و به مرحله دموکراسی مدیریت شده وارد شد.

## بنیانگذاران
پوتین در شکل‌گیری پوتینیسم نقش مهمی داشته، ولی در کنار او مشاورانی حضور دارند، که به رغم برجستگی فکری‌شان، کمتر شناخته شده‌اند. ولادیسلاو سورکف، از جمله این مشاوران است که از مغزهای متفکر مکتب پوتینیسم بوده‌است.

## تقلید در کشورهای دیگر
پوتینیسم با وجود ریشه در روسیه در کشورهای دیگر مثل ایران، ترکیه، ایتالیا، آلمان و بریتانیا تقلید شده‌است.

### ایران
پوتینیسم در ایران در جنبه‌های غیراقتصادی و در واقع امنیتی آن پیاده شده‌است. اگبر گنجی در رادیو زمانه می‌نویسد: «خامنه‌ای و سپاهیان در سرکوب مخالفان هم از تجربه‌های ولادیمیر پوتین به خوبی بهره گرفته و استفاده می‌کنند. پوتینیسم آن‌ها، الگوبرداری در سرکوب و نظامی گری است، نه رشد اقتصادی، ارتباط با همه دولت‌ها و تأمین منافع ملی کشور.»

### ترکیه
رجب طیب اردوغان با تقلید از پوتین با اصلاح در ساختارها و قانون اساسی سعی کرد که مدت بیشتری در قدرت بماند. اردوغان پس از گذار از الگوی سنتی کمالیسم وارد به مرحله پوتینیسم شد. اردوغان با تضعیف قدرت ارتش و خلع ید آنها از تصمیمات سیاسی یک حکومت ریاستی برمحور اقتدارگرایی مانند روسیه پوتینی ایجاد کرد. اما با توجه به مشابهت ترکیه با روسیه در شبه دموکراتیک بودن نظام سیاسی استقرار پوتینیسم در این کشور با چالش همراه بوده‌است. حزب عدالت و توسعه ترکیه با هدایت اردوغان پیاده کننده این سیاست‌ها است و تلاش آن «نو عثمانی گری» یا «اقتدارگرایی از نوع پوتینی» خوانده شده‌است.

## بنیان‌ها
ولادیسلاو سورکف دربارهٔ پوتینیسم می‌گوید: «ایدئولوژی کارآمد زندگی روزمره، با همه نوآوری‌های اجتماعی و تناقضات سازنده آن». از دیدگاه او، روس‌ها به دمکراسی غربی نیازی ندارند. چون پوتین سیستمی ایجاد کرده که نیازها، تمایلات و اهداف مردمش را بهتر از خودشان درک می‌کند. منتقدان می‌گویند پوتینیسم مدنظر سورکف، شامل ضدیت با غرب، ترکیبی از انزواطلبی و توسعه‌طلبی نظامی، فداکاری مادی توسط مردم عادی و آزار و اذیت مخالفان ماست.
پوتینیسم در روسیه تلاشی برای احیای امپراتوری تزاری سابق با ساختارهای جدید و عناوین جدید است. در واقع پوتینیسم به یاد ابرقدرتی روسیه در زمان شوروی فعالیت کرده و در عین حال تفکر امپراتوری را گسترس می‌دهد. با آن‌که پوتینیسم اصطلاح جدیدی است که ویژگی‌های نظام سیاسی و اقتصادی ولادیمیر پوتین را شرح می‌دهد، عملکرد آن، پدیده‌ای قدیمی و معمول در تاریخ روسیه است. پوتین به‌طور کلی حاکمیت اقتصادی را مطیع کرملین کرد و از نگاهی اساس اقتصادی پوتینیسیم، رانت‌خواری است.
توجیه پوتینیسم نوسازی سریع و فراگیر از بالا است که روسیه را تبدیل به ابرقدرت می‌کند. پوتینیسم مانند حکومت‌های تزاری و شوروی خود را دیکتاتوری خرده‌پا، مثل دیکتاتوری‌های آفریقا، آمریکای لاتین یا خاورمیانه نمی‌داند بلکه دولت استبدادی روشنگری معرفی می‌کند که به دنیال اهداف بلندپروازانه ملی است.
فرید زکریا در واشینگتن پست می‌نویسد: «وقتی که با مخالفت‌هایی، بویژه در انتخابات پارلمانی سال ۲۰۱۱ روبرو شد، آقای پوتین متوجه شد که به چیزی بیش از اعمال زور برای شکست مخالفان خود نیاز دارد. او فهمید که به یک ایدئولوژی قدرت نیاز است و سعی کرد که در سخنرانی‌هایش، تصویب لوایح و استفاده از مقام خود برای انتقال یک رشته از ارزش‌ها، چنین نظام ایدئولوژیک قدرت را تحقق بخشد.»
«اصول اساسی پوتینیسم عبارتند از ناسیونالیسم، مذهب، محافظه کاری اجتماعی، سرمایه‌داری دولتی، و تسلط دولتی برنهاد مطبوعات و رسانه‌ها. این اصول اساسأ در تضاد و عداوت با اصول و ارزش‌های مدرن غربی چون حقوق فردی، تساهل، جهان‌شهرگرایی و بین‌المللی بودن است.»
میخائیل کاسیانف می‌گوید: «متمرکز کردن کنترل بر روی نیروهای امنیتی، توسعه جریان تک حزبی و استفاده از رسانه‌های الکترونیکی برای تقویت آن نیز از دیگر اقدامات انجام شده در راستای پوتینیسم است.»

### پوتینیسم اقتصادی
ولادیمیر پوتین عامل اصلی رکود اقتصادی روسیه را در «میراث اقتصاد شوروی» خوانده و ایدئولوژیک بودن اقتصاد را مورد نقد شدید قرار داده‌است. به نظر او چون روسیه در اقتصاد و سیاست بین‌المللی با رقابت مناسب برخورد نکرد، قدرت کشور را شکوفا نکرد، وتین در همان حال موضع ضدکمونیستی نیز نداشت، او تلاش کرد بر حساسیت‌های مردم روسیه تمرکز کند. او به افراط‌گرایی در ایده‌ها و برنامه‌های لیبرالیستی حمله کرد ولی مفهوم آزادسازی را هم رد نمی‌کند. پوتین کوشید میان اصول کلی اقتصاد بازاری و دموکراسی با واقعیت‌های جامعه و دولت در روسیه پیوند ایجاد کند.
پوتینیسم اقتصادی ترکیب اقتصاد آزاد با اقتدارگرایی روسی است که برنامه‌های اعلامی آن شامل حمایت از نوآوری‌ها، گسترش سرمایه‌گذاری توسط بخش خصوصی افزایش تولید برق و انرژی، رسیدگی به مسایل بازنشستگان و کاهش سطح فقر و اصلاح سیستم بازنشستگی می‌شود. پوتینیسم با تکیه بر نفت و گاز و منابع انرژی تلاش می‌کند ضمن احیای روسیه بزرگ، چالش‌های سیاسی و امنیتی خود با آمریکا، ناتو و غربی‌ها را کنترل کند.
سیاست‌های پوتینیستی در تقابل با خصوصی‌سازی است ولی از سوی دیگر برخی فضاها برای افراد و گروه‌های خاص وجود داشت که از فعالیت‌های غیررسمی خصوصی‌سازی بهره‌مند شوند.

### پوتینیسم قدرت
سیستم حکمرانی پوتین اجازه نمی‌دهد هیچ شخصیت دیگری نه تنها در کنار پوتین بلکه در سایه وی رشد کند حتی فردی مانند دیمیتری مدودف. آلکسی ناوالنی شاخص‌ترین مخالف پوتین نیز به رغم داشتن هوادارانی، فرد قابل مقایسه ای در برابر پوتین ارزیابی نمی‌شود.
آندرانیک میگرانیان در سال ۲۰۰۴ پیش‌بینی کرد که رژیم پوتینیسم پتانسیل تبدیل به نظام خودکامه و هم دموکراسی یکپارچه را دارد: «فکر می‌کنم رژیمی که در حال حاضر در روسیه برقرار شده‌است، می‌تواند هم به نظام خودکامه بروکراتیک مبدل شود و هم به دمکراسی یکپارچه. درست نیست که رژیم فعلی «رژیم خودکامه بروکراتیک» قلمداد شود زیرا در چنین رژیمی بیگانگی کامل نهادهای دولتی با مردم مشاهده می‌شود و قدرت دولتی فقط به فکر حفظ اختیارات خود و نظارت بر زمینه‌های اصلی زندگی کشور است. هدف این رژیم فقط حفظ وضعیت موجود و بازتولید نظامی اجتماعی-سیاسی بدون توسعه و مدرنیزه‌سازی است.»
در طول دوران حکومت پوتین تلاش شده‌است تا با تغییر ساختارها مثل تغییر قانون اساسی قدرت حفظ و الگوی حکومت پوتینی تثبیت شود. این گونه تغییرات می‌تواند به عنوان «گذار از شبه اقتدارگرایی به اقتداگرایی» تعبیر شود.

### پوتینیسم در روابط بین‌الملل
از نگاهی پوتینیسم به دنبال رویکرد تقابل‌جویانه و تجدیدنظرطلبانهٔ خود برای تلافی تحقیر ناشی از پایان جنگ سرد است و اوج آن را می‌توان در الحاق کریمه به روسیه دید. به علاوه پوتین تلاش می‌کند با برجسته کردن نقاط ضعف غرب از توجه به مشکلات داخلی پرهیز کند. پوتین طرحی برای «اتحادیه اوراسیایی» ارائه کرده‌است اما پیشرفت چین در امور بین‌الملل مانع این طرح شد.
در دوران اخیر حکومت پوتین، روسیه به دخالت در انتخابات ریاست‌جمهوری آمریکا، دستکاری رفراندوم برگزیت در بریتانیا و همچنین مداخله در انتخابات ریاست‌جمهوری در فرانسه شد و ادعا گردید روسیه از تمام زیرساخت‌های شبکه‌های اجتماعی ممکن برای تأثیر بر نتیجه انتخابات آمریکا بهره گرفته‌است.